# Parcey
Pour les articles homonymes, voir Parçay (homonymie).
Parcey est une commune française située dans le département du Jura, dans la région culturelle et historique de Franche-Comté et la région administrative Bourgogne-Franche-Comté.
Ses habitants sont appelés les Parcillons et Parcillonnes.

## Géographie
L'altitude moyenne de Parcey est de 199 mètres environ. Sa superficie est de 8,94 km2. Sa latitude est de 47,023 degrés Nord et sa longitude de 5,484 degrés Est. Les villes et villages proches de Parcey sont : Villette-lès-Dole (39100) à 2,73 km, Nevy-lès-Dole (39380) à 3,48 km, Gevry (39100) à 3,51 km, Rahon (39120) à 4,50 km, Choisey (39100) à 4,80 km. 
(Les distances avec ces communes proches de Parcey sont calculées à vol d'oiseau
Parcey est limité au nord et à l'est par la route nationale 5, au sud par la Loue, à l'ouest par le Doubs.

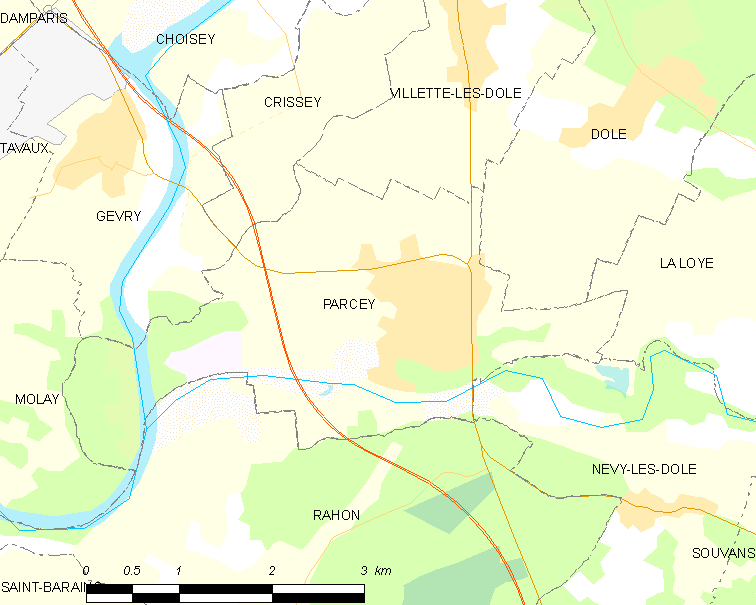
Situation de Parcey.

### Hydrographie
Le Doubs, la Loue, la Clauge sont les principaux cours d'eau qui traversent Parcey.

### Climat
Pour des articles plus généraux, voir Climat de la Bourgogne-Franche-Comté et Climat du département du Jura.
En 2010, le climat de la commune est de type climat océanique dégradé des plaines du Centre et du Nord, selon une étude du Centre national de la recherche scientifique s'appuyant sur une série de données couvrant la période 1971-2000. En 2020, Météo-France publie une typologie des climats de la France métropolitaine dans laquelle la commune est exposée à un climat semi-continental et est dans une zone de transition entre les régions climatiques « Bourgogne, vallée de la Saône » et « Jura ». 
Pour la période 1971-2000, la température annuelle moyenne est de 10,7 °C, avec une amplitude thermique annuelle de 17,4 °C. Le cumul annuel moyen de précipitations est de 975 mm, avec 11,9 jours de précipitations en janvier et 8,5 jours en juillet. Pour la période 1991-2020, la température moyenne annuelle observée sur la station météorologique de Météo-France la plus proche, « Tavaux Sa », sur la commune de Tavaux à 6 km à vol d'oiseau, est de 11,7 °C et le cumul annuel moyen de précipitations est de 868,7 mm. 
La température maximale relevée sur cette station est de 40,1 °C, atteinte le 7 août 2003 ; la température minimale est de −18,2 °C, atteinte le 20 décembre 2009,,. 
Les paramètres climatiques de la commune ont été estimés pour le milieu du siècle (2041-2070) selon différents scénarios d'émission de gaz à effet de serre à partir des nouvelles projections climatiques de référence DRIAS-2020. Ils sont consultables sur un site dédié publié par Météo-France en novembre 2022.

## Urbanisme

### Typologie
Au 1er janvier 2024, Parcey est catégorisée commune rurale à habitat dispersé, selon la nouvelle grille communale de densité à sept niveaux définie par l'Insee en 2022.
Elle est située hors unité urbaine. Par ailleurs la commune fait partie de l'aire d'attraction de Dole, dont elle est une commune de la couronne,. Cette aire, qui regroupe 87 communes, est catégorisée dans les aires de 50 000 à moins de 200 000 habitants,.

### Occupation des sols
L'occupation des sols de la commune, telle qu'elle ressort de la base de données européenne d’occupation biophysique des sols Corine Land Cover (CLC), est marquée par l'importance des territoires agricoles (59 % en 2018), en diminution par rapport à 1990 (60,1 %). La répartition détaillée en 2018 est la suivante : 
terres arables (52,5 %), zones urbanisées (16,9 %), forêts (15,6 %), zones agricoles hétérogènes (6,4 %), espaces verts artificialisés, non agricoles (3,5 %), milieux à végétation arbustive et/ou herbacée (3,2 %), eaux continentales (1,8 %). L'évolution de l’occupation des sols de la commune et de ses infrastructures peut être observée sur les différentes représentations cartographiques du territoire : la carte de Cassini (XVIIIe siècle), la carte d'état-major (1820-1866) et les cartes ou photos aériennes de l'IGN pour la période actuelle (1950 à aujourd'hui).

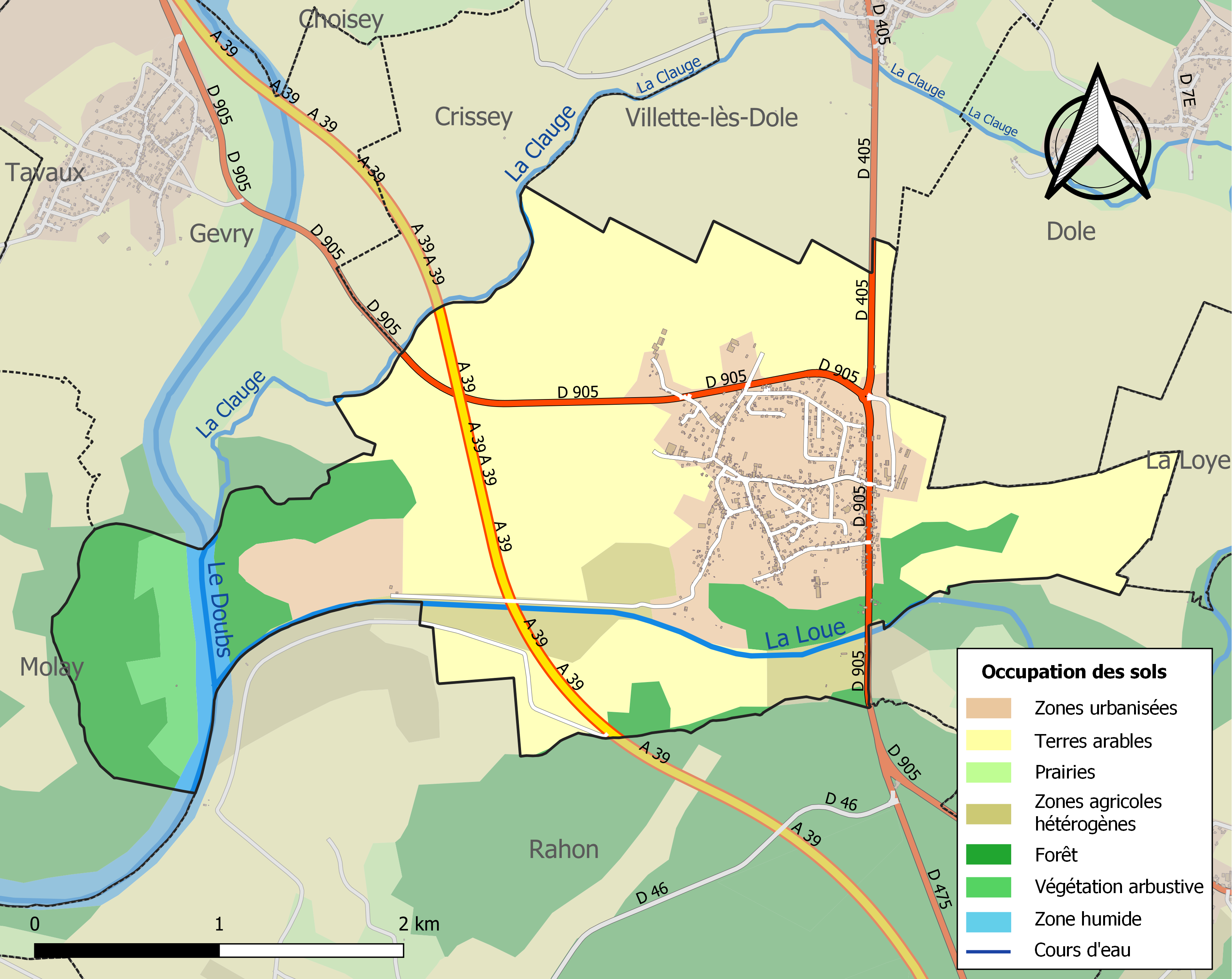
Carte des infrastructures et de l'occupation des sols de la commune en 2018 (CLC).

## Histoire
Anciennement Parrecey, dont l'église fut donnée à l'Abbaye Saint-Marcel-lès-Chalon vers 1090

### Légende
Parcey était autrefois, selon la légende, un immense lac bordé de sombres forêts avec sur les rives de belles bâtisses seigneuriales.
Euriette fut enfermée par son père dans une haute tour qui domine le lac. En face son amant vivait dans le village de Montbarrey. Par une nuit noire, le chevalier tente de traverser le lac, guidé par un flambeau que malheureusement le vent éteint. Le chevalier est englouti par les eaux. Désespérée, la jeune fille fait vider le lac pour le retrouver : le lac est percé à son extrémité d’où le nom de Perrecey puis Parcey.

### Seconde Guerre mondiale
En 1940 après une guerre éclair, l'Alsace et une partie de la Lorraine sont annexées à l'Allemagne. Dans la France occupée, la Franche-Comté, région frontalière, occupe une place stratégique. C'est la seule région à être éclatée en trois zone : interdite au nord, occupée sur une petite partie du pays dolois, et libre au sud. En effet, les accords d'Armistice du 22 juin 1940 ont coupé la France en deux, le long d'une ligne en forme de M qui part du versant atlantique des Pyrénées et traverse la Franche-Comté suivre la Loue, puis passer entre Arbois et Poligny, couper le Haut-Jura en diagonale et aboutir à la frontière suisse.
Dès 1940, un poste de police qui contrôle le passage est installé sur le pont de Parcey. Des douaniers sont cantonnés à proximité. Rendre visite à ses parents du village voisin, ou même cultiver ses champs de l'autre côté de la ligne, ne peut se faire que muni d'un laissez-passer. Tous ceux qui sont recherchés par les Allemands, réfractaires au STO (service du travail obligatoire), résistants, déserteurs, prisonniers évadés, passent clandestinement, souvent en barque.
Des passeurs organisent le franchissement. Parmi les plus efficaces, Fernand Valnet, marchand de fourrage d'une cinquantaine d'années, né à La Bretenière (Doubs), a déjà passé fin 1941 environ 10 000 personnes, 600 prisonniers évadés, et 60 000 lettres, souvent dans le secteur de Mouchard. Il accepte les dons, selon les moyens des clandestins, et donne de l'argent à ceux qui en ont besoin. Arrêté en juin 1944, il ne reviendra pas du camp de Buchenwald (source Médiathèque de Dole).
Deux stèles de chaque côté du pont en souvenir des évadés, résistants passeurs rappellent cette ligne de démarcation que la Loue matérialisait.

## Politique et administration
| Période                                  | Période   | Identité                  | Étiquette | Qualité  |
| ---------------------------------------- | --------- | ------------------------- | --------- | -------- |
| vers 1842                                | 18..      | Cour                      |           |          |
| Les données manquantes sont à compléter. |           |                           |           |          |
| mars 2001                                | mars 2008 | Christine Jeannin         |           |          |
| mars 2008                                | mars 2014 | Brigitte Bonnard-Ongenaed |           |          |
| mars 2014                                | mai 2020  | Jean-Pierre Faivre        | DVD       | Retraité |
| mai 2020                                 | En cours  | Céline Labourot           |           |          |

## Démographie
L'évolution du nombre d'habitants est connue à travers les recensements de la population effectués dans la commune depuis 1793. Pour les communes de moins de 10 000 habitants, une enquête de recensement portant sur toute la population est réalisée tous les cinq ans, les populations de référence des années intermédiaires étant quant à elles estimées par interpolation ou extrapolation. Pour la commune, le premier recensement exhaustif entrant dans le cadre du nouveau dispositif a été réalisé en 2004.

En 2022, la commune comptait 1 023 habitants, en évolution de +6,45 % par rapport à 2016 (Jura : −0,81 %, France hors Mayotte : +2,11 %).
| 1793 | 1800 | 1806 | 1821 | 1831 | 1836 | 1841 | 1846 | 1851 |
| ---- | ---- | ---- | ---- | ---- | ---- | ---- | ---- | ---- |
| 572  | 685  | 605  | 664  | 734  | 800  | 777  | 814  | 756  |

| 1856 | 1861 | 1866 | 1872 | 1876 | 1881 | 1886 | 1891 | 1896 |
| ---- | ---- | ---- | ---- | ---- | ---- | ---- | ---- | ---- |
| 730  | 745  | 725  | 651  | 672  | 666  | 613  | 623  | 595  |

| 1901 | 1906 | 1911 | 1921 | 1926 | 1931 | 1936 | 1946 | 1954 |
| ---- | ---- | ---- | ---- | ---- | ---- | ---- | ---- | ---- |
| 603  | 560  | 512  | 506  | 545  | 534  | 537  | 589  | 562  |

| 1962 | 1968 | 1975 | 1982 | 1990 | 1999 | 2004 | 2006 | 2009 |
| ---- | ---- | ---- | ---- | ---- | ---- | ---- | ---- | ---- |
| 663  | 676  | 659  | 735  | 818  | 838  | 918  | 937  | 943  |

| 2014 | 2019 | 2022  | - | - | - | - | - | - |
| ---- | ---- | ----- | - | - | - | - | - | - |
| 972  | 999  | 1 023 | - | - | - | - | - | - |

Le nombre de logements sur la commune a été estimé à 414 en 2007. Ces logements se composent de 382 résidences principales, 6 résidences secondaires ou occasionnels ainsi que 26 logements vacants. 

## Économie
Les Moulins de Parcey existent depuis 1529. La minoterie prospère grâce à la force hydraulique de la rivière La Loue.
En 1724, le seigneur de la Loye autorise Joseph Roland, le propriétaire du site à construire un barrage sur La Loue. Au fil du temps, meules et turbines améliorent la productivité. Il faut dire que la situation géographique entre Dole et Lons-le-Saunier est idéale.
Ensuite, le site était la propriété de la famille Cantenot, qui possède jusqu’à trois unités de production dans la région. Dans les années 1980, Paul Cantenot adhère au groupement de Banette. C’est un précurseur qui développe en parallèle une activité de commercialisation de silos à farine. Comme il n’a pas de successeur, il se tourne vers Joseph Nicot, meunier à Chagny, qui acquiert 51 % du capital aux côtés des coopératives Beaune - Verdun - Seurre et Interval. Les Moulins de Parcey rejoignent les Moulins Joseph Nicot en 1990.
Les Moulins de Parcey conservent leur autonomie et leur culture franc-comtoise, le sens du service et de la proximité.

## Culture et patrimoine

### Réserve naturelle
Une réserve naturelle se trouve sur la commune, une réserve naturelle nationale (RNN) :
- la Réserve naturelle nationale de l'Île du Girard[20], (RNN61), décrétée en 1982, réserve partagée avec les communes de Molay, Gevry et Rahon.

### Lieux et monuments

#### Voies
| 40 odonymes recensés à Parcey au 1er décembre 2013            | 40 odonymes recensés à Parcey au 1er décembre 2013 | 40 odonymes recensés à Parcey au 1er décembre 2013 | 40 odonymes recensés à Parcey au 1er décembre 2013 | 40 odonymes recensés à Parcey au 1er décembre 2013 | 40 odonymes recensés à Parcey au 1er décembre 2013 | 40 odonymes recensés à Parcey au 1er décembre 2013 | 40 odonymes recensés à Parcey au 1er décembre 2013 | 40 odonymes recensés à Parcey au 1er décembre 2013 | 40 odonymes recensés à Parcey au 1er décembre 2013 | 40 odonymes recensés à Parcey au 1er décembre 2013 | 40 odonymes recensés à Parcey au 1er décembre 2013 | 40 odonymes recensés à Parcey au 1er décembre 2013 | 40 odonymes recensés à Parcey au 1er décembre 2013 | 40 odonymes recensés à Parcey au 1er décembre 2013 | 40 odonymes recensés à Parcey au 1er décembre 2013 |
| Allée                                                         | Avenue                                             | Bld                                                | Chemin                                             | Cours                                              | Impasse                                            | Montée                                             | Passage                                            | Place                                              | Quai                                               | Rd-point                                           | Route                                              | Rue                                                | Square                                             | Autres                                             | Total                                              |
| ------------------------------------------------------------- | -------------------------------------------------- | -------------------------------------------------- | -------------------------------------------------- | -------------------------------------------------- | -------------------------------------------------- | -------------------------------------------------- | -------------------------------------------------- | -------------------------------------------------- | -------------------------------------------------- | -------------------------------------------------- | -------------------------------------------------- | -------------------------------------------------- | -------------------------------------------------- | -------------------------------------------------- | -------------------------------------------------- |
| 0                                                             | 0                                                  | 0                                                  | 2                                                  | 0                                                  | 0                                                  | 0                                                  | 0                                                  | 0                                                  | 0                                                  | 0                                                  | 2                                                  | 36                                                 | 0                                                  | 0                                                  | 40                                                 |
| Notes « N »                                                   |                                                    |                                                    |                                                    |                                                    |                                                    |                                                    |                                                    |                                                    |                                                    |                                                    |                                                    |                                                    |                                                    |                                                    |                                                    |
| Sources : rue-ville.info & OpenStreetMap & FNACA-GAJE du Jura |                                                    |                                                    |                                                    |                                                    |                                                    |                                                    |                                                    |                                                    |                                                    |                                                    |                                                    |                                                    |                                                    |                                                    |                                                    |

Le pont enjambant la Loue a toujours été un lieu important. Son histoire a été marquée par de nombreuses évolutions.
Le premier pont érigé date du XVIIIe siècle. Il a subi d’après des documents d’époque de gros dégâts vers 1844, à cause des radeaux de bois qui descendaient de la haute-Loue. Ceux-ci venaient taper les piles du pont, les affaiblissant du même coup.
Puis un pont type fil de fer a remplacé le pont de pierre. Pour l’anecdote, il ne supportait pas de charges de plus de six tonnes.
Un premier pont au XVIIIe siècle
Au début des années trente, il a été à son tour remplacé par un pont dit «à arches» qui fût détruit au tout début du mois de septembre 1944 par les Allemands.
Des vestiges demeurent encore au fond de la rivière. On peut voir sur le cliché que le pont ne disposait pas de trottoirs. 
Les Américains ont construit un pont provisoire avant qu’un nouveau soit reconstruit. Pendant la période de la ligne de démarcation, il était un point important, car il définissait la zone occupée de la zone libre. Il fut détruit par les Allemands en septembre 1944
Le pont construit après la guerre est toujours présent au début du XXIe siècle et accueille chaque jour 13 000 véhicules légers ou poids lourds.

### Édifices et sites

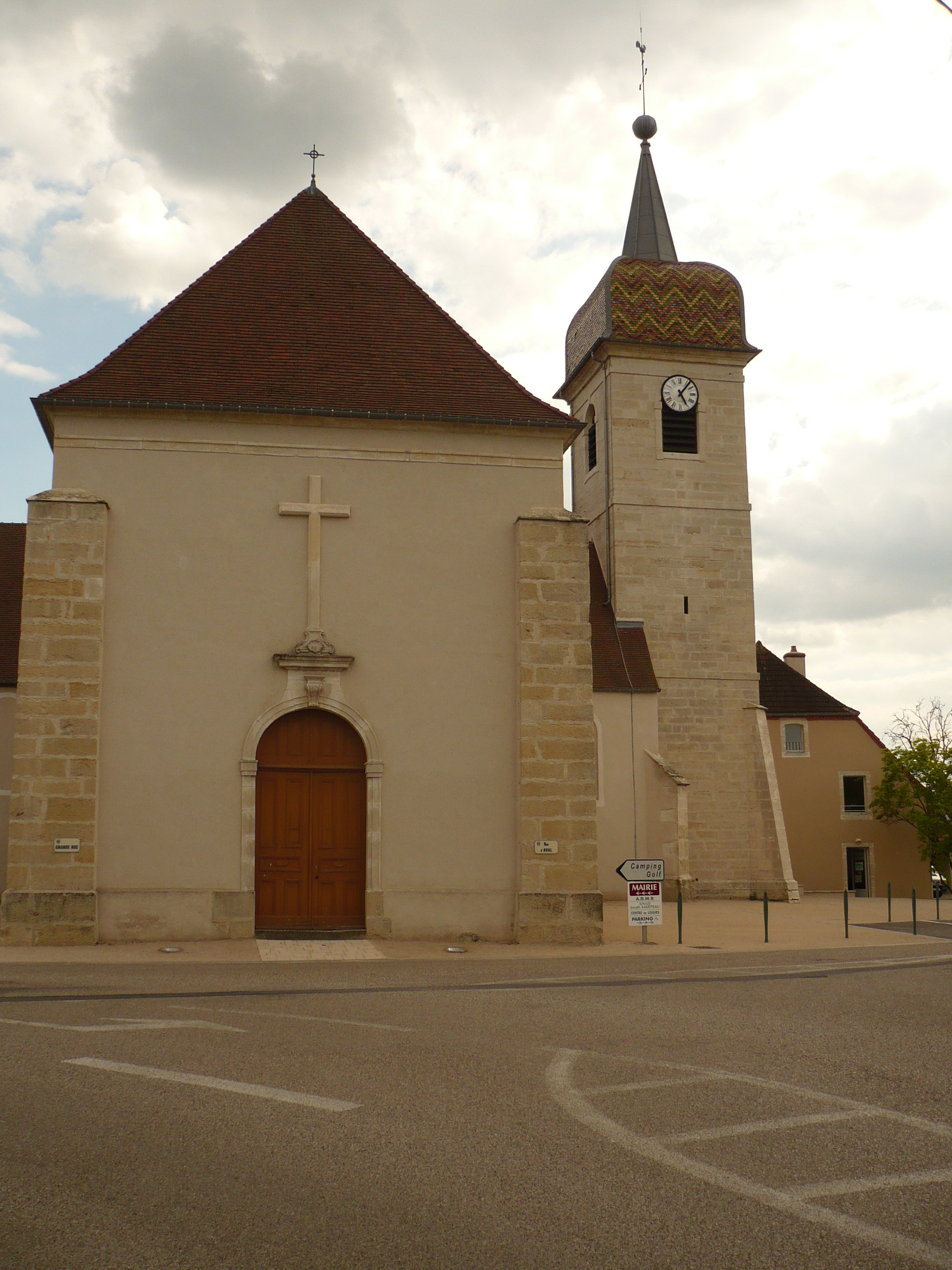
L'église Saint-Germain.

- Église Saint-Germain : édifiée en 1557, les parties les plus anciennes de l'église sont le transept, le maître-autel et son retable, les lambris du chœur primitif et sa chaire, inscrits aux M. H.. L'édifice sera restauré en 2000. En forme de croix latine, l'extrémité du bras du transept ainsi que le chœur sont à pans coupés. Le clocher avec son dôme "à l'impériale", est en tuiles vernissées

### Personnalités liées à la commune
famille Ryard de Parcey - famille éteinte au XX-

## Héraldique
|  | Les armes de la commune se blasonnent ainsi : D'azur au pont d'or, accompagné en chef d'une tête de loup d'argent et en pointe d'une roue de moulin du même. |